# Coronellina fagei
Coronellina fagei är en mossdjursart som beskrevs av Marie Clément Gaston Gautier 1962. Coronellina fagei ingår i släktet Coronellina och familjen Calescharidae. Inga underarter finns listade i Catalogue of Life.